# Partialtrieb
Partialtrieb ist ein Begriff der Psychoanalyse: „Freud versuchte, den Entwicklungsprozess von den Triebquellen ausgehend zu charakterisieren. Deshalb wurden die Entwicklungsphasen nach den sogenannten erogenen Zonen oral, anal und phallisch benannt, ausgehend von Schleimhaut oder Hautzonen, deren Reizung lusterregende Qualität aufweist.“
„Die mit den entsprechenden erogenen Zonen verbundenen Befriedigungshandlungen werden als Partialtriebe definiert, von denen man annimmt, dass sie in die erwachsene, genitale Sexualität als Vorlust eingehen.“

## Genitalisierung der Partialtriebe
„Der Prozess der Sexualentwicklung wird so verstanden, dass die Partialtriebe in ein übergeordnetes Handlungsmuster integriert werden. Dies wird auch als ‚Genitalisierung‘ bezeichnet. Damit ist keine Sexualpraktik gemeint, sondern ein Integrationsprinzip, das seinen ersten und vorläufigen Abschluss in der genitalen Phase 1 vor der Latenzzeit hat.“
Das heißt, da Kinder in diesem Alter körperlich noch nicht zu einer erwachsenen Sexualhandlung fähig sind, sie aber dennoch dasselbe Verhältnis zur Mutter wie zum Vater anstreben, kommt es erst einmal zum Ödipuskomplex und der mit ihm verbundenen Kastrationsangst. Nach der ersten Genitalphase kommt es zur Latenzzeit und erst in der darauffolgenden zweiten Genitalphase zur Entwicklung der erwachsenen Sexualität.
Dementsprechend werden die ersten drei Phasen (oral, anal, phallisch) auch als prägenital oder präödipal bezeichnet.

## Zusammenhang mit Perversion
Partialtriebe manifestieren sich also bei normaler Entwicklung „als Handlungs- bzw. Phantasiebestandteile des erwachsenen Sexualverhaltens im Sinne einer sogenannten Vorlust“. Sie können aber „in den Perversionen alleinige Zielvorstellung des Sexualverhaltens bleiben. Dies wird dann als Fixierung angesehen.“ Das heißt, wenn es bei den Sexualhandlungen ausschließlich bei Handlungen bleibt, die zwar Vorlust erzeugen, es aber zu keinem Koitus kommt, der eine Fortpflanzung ermöglicht, wäre das in diesem Sinne als Perversion zu bezeichnen.